# Ryk Neethling
Ryk Neethling (n. 17 noiembrie 1977, Bloemfontein, Africa de Sud) este un înotător sud-african, medaliat olimpic. A participat la 4 ediții ale Jocurilor Olimpice (1996, 2000, 2004, 2008) în care a câștigat o medalie de aur.